# Csondor János
Csondor János (18. század – 19. század) jószágigazgató, költő.
Jószágigazgató gróf Festetics Györgynél, utóbb Lászlónál Keszthelyen; saját birtoka  Zalaberzencén és Kacorlakon volt, neje Horváth Katalin után pedig Beleznán. Több vármegye táblabírája és Kisfaludy Sándorral jó barátságban volt. Leszármazottjai szerint a családi eredeti neven Csongorffy volt, politikai okokból vették fel a Csondor nevet. Unokája Csondor János (1852–1903) ügyvéd, újságíró volt.

## Munkái
Gazdaságbéli számadó és számvevő tiszti utasítások. Keszthely, 1819.
Írt még több német könyvet is.
Magyar és latin versei, amelyek többnyire epigrammák, valamint egy elbeszélő költemény töredéke kéziratban maradt.